# 佩爾哈斯哈山
14°50′12″S 72°25′21″W / 14.83667°S 72.42250°W
佩爾哈斯哈山（Pirqasqa），是秘魯的山峰，位於該國南部阿雷基帕大區，由拉烏尼翁省的普伊卡區負責管轄，屬於萬索山脈的一部分，海拔高度5,000米。